# En roue libre
Pour plus de détails, voir Fiche technique et Distribution.
En roue libre est une comédie française co-écrite et réalisée par Didier Barcelo, sortie en 2022.
Le film suit Louise qui est une infirmière de nuit à l'hôpital de Beaune. Alors qu'elle doit déplacer sa voiture pour la garer ailleurs, elle est soudainement prise d'une crise de panique et se retrouve dans l'incapacité psychique de sortir de sa voiture. Dans ces conditions, isolée dans un parking, Paul, un jeune homme désireux de venger la mort de son frère, prend possession de sa voiture, entrainant bon gré mal gré Louise dans son sillage, direction le Cap Ferret. Durant le voyage, peut-être que ces deux personnages antagoniques réussiront mutuellement à s'aider.

## Synopsis
Louise, infirmière, vit à Beaune. Elle se lève un matin, épuisée, et descend de son immeuble en catastrophe pour essayer, en vain, d'éviter qu'une contractuelle lui mette sa troisième contravention pour stationnement irrégulier de la semaine. Mise en demeure de déplacer son véhicule, elle part avec, et se rend compte après quelques minutes qu'elle n'arrive plus à sortir de sa voiture, terrassée par une crise de panique chaque fois qu'elle essaye.
Après avoir roulé plusieurs heures, elle s'arrête sur un parking à la nuit tombée, en panne d'essence. Pendant la nuit, Paul arrive sur le parking, et tente de voler une autre voiture. Lorsqu'il s'approche de la voiture de Louise, elle se cache. Paul rentre dans la voiture, constate que le réservoir est vide, et va siphonner le réservoir d'une voiture voisine.
Il part avec la voiture. Lorsqu'il se rend compte que Louise est dedans, il la menace avec un revolver pour la faire partir, puis, constatant qu'elle ne peut effectivement pas sortir de la voiture, il part avec elle comme passagère. Il lui dit qu'il veut aller au Cap Ferret.
Au début, Louise essaie d'attirer l'attention de policiers ou de personnes extérieures. Mais progressivement, ils échangent des confidences et un lien se crée entre eux deux et elle cesse de chercher de l'aide. Paul veut aller au Cap Ferret pour tuer un homme qu'il estime être responsable de la mort de son frère dans un accident de la route ; cet homme, un avocat, s'est défendu lui-même lors du procès et a été déclaré non coupable.
Sur la route, ils croisent à trois reprises la même mystérieuse auto-stoppeuse, et Louise, intriguée, décide de la prendre, malgré l'opposition de Paul. L'auto-stoppeuse leur explique qu'elle est électrosensible, et les oblige à éteindre leurs téléphones portables. Un peu plus loin, ils sont arrêtés à un contrôle routier par des gendarmes. Le comportement de l'auto-stoppeuse, qui demande à un gendarme de couper son talkie-walkie, amène les gendarmes à leur ordonner de descendre du véhicule. Paul leur explique que sa mère ne peut pas descendre, étant handicapée. Les gendarmes laissent finalement Louise et Paul poursuivre leur trajet sans l'auto-stoppeuse. Cette dernière a laissé son sac dans la voiture. Louise et Paul y découvrent de la drogue, qu'ils consomment.
La voiture finit par tomber en panne, et ils sont dépannés par Gallo, un gitan. Celui-ci répare la voiture avec ses amis, mais ils découpent aussi, malgré les vives protestations de Louise, une partie du toit de sa voiture pour lui faire un « toit ouvrant ». Lorsqu'ils repartent, Gallo leur confie un vieil homme, avec comme mission de l'amener dans un hôpital. À l'hôpital, Paul fait monter de force, sous la menace de son revolver, David, un médecin, qu'il prend pour un psychiatre. Il veut qu'il soigne Louise.
David commence à parler avec Louise. Il s'avère que Louise va bientôt fêter ses 45 ans, et que la mère de Louise s'est suicidée en se jetant par la fenêtre à l'âge de 45 ans. David dit à Louise que c'est sans doute pour cela qu'elle panique dès qu'elle essaie de sortir de la voiture, mais Louise reste sceptique. Paul constate que la disparition de David fait l'objet de tweets de la part de l'hôpital, dans lesquels David est qualifié de gastro-entérologue, mais David nie que ce soit sa spécialité.
Ils s'arrêtent à une gare, et Paul s'arrange pour partir en laissant David. Ils arrivent à Arcachon. Louise a entre-temps réussi à prendre le revolver de Paul et s'en est débarrassé. Lorsqu'il s'en aperçoit, Paul est furieux, et part en bateau en direction du Cap Ferret. Louise rejoint le Cap Ferret par la route pour essayer d'empêcher Paul de commettre un meurtre, mais il s'avère que l'avocat que Paul voulait tuer est en fait décédé quelques jours auparavant d'une crise cardiaque.
Paul demande alors à Louise de lui faire confiance et de fermer les yeux. Il roule sur une jetée jusqu'à l'océan, et y précipite la voiture. Paul et Louise sortent alors de la voiture et la laissent couler.

## Fiche technique
Sauf indication contraire, les informations mentionnées dans cette section peuvent être confirmées par la base de données cinématographiques Unifrance,  présente dans la section « Liens externes ».
- Titre original : En roue libre
- Réalisation : Didier Barcelo[1]
- Scénario : Didier Barcelo et Marie Deshaires[2]
- Musique : Peter von Poehl
- Photographie : Christophe Beaucarne
- Son : Pascal Armant
- Montage : Camille Delprat et Juliette Welfling
- Production : Michael Gentile et Jean Ozannat[3]
  - Production associée : David Danesi[4]
  - Coproduction : Alexandre Mallet-Guy[4]
- Sociétés de production : The Film et Anomalie Films, en coproduction avec Memento Production
- Société de distribution : Memento Distribution
- Pays de production :  France
- Langue originale : français
- Format : couleur — 2,35:1 — son 5.1
- Genre : comédie
- Durée : 89 minutes
- Dates de sortie :
  - Belgique : 26 juin 2022 (Brussels International Film Festival)[5] ; 29 juin 2022 (sortie nationale)
  - France, Suisse romande : 29 juin 2022

## Distribution
- Marina Foïs : Louise
- Benjamin Voisin : Paul
- Jean-Charles Clichet : David
- Émilie Arthapignet : l'autostoppeuse
- Albert Delpy : le vieux
- Jean-Pierre Martins : Gallo
- Ariane Mourier : Jeanne
- Clémence Bretécher : la femme du Cap-Ferret
- Gaïa Warnant : l'employée du Quick

## Production

### Genèse
Sur le site Allociné, le réalisateur dit s'être inspiré d'une situation semblable qu'a connue une de ses connaissances, restée ainsi « enfermée » dans sa voiture pendant quelques heures.
Le choix de la voiture, « décor » principal du film, a été délicat. Le réalisateur dit avoir d'abord pensé à une petite voiture, plus plausible pour une infirmière, avant de préférer finalement une Volvo 240 break, plus spacieuse, que l'héroïne est censée avoir hérité de son père.

### Tournage
Le tournage a notamment lieu au printemps 2021 à Beaune, à Arnay-le-Duc, Chalon-sur-Saône et Dracy-le-Fort.

## Accueil

### Accueil critique
Sur le site Allociné, le film obtient une note moyenne de 3,4/5 d'après l'interprétation de 23 critiques de presse recensées.
Dans Le Temps, Stéphane Gobbo écrit : « Si le ton tragicomique est plaisant – on ne sait jamais vraiment si on va basculer du côté du drame ou de la comédie –, la manière dont le réalisateur tente de garder une constante intensité, passant par exemple d’un moment d’émotion dans un camp de gitans à une séquence burlesque avec un psychiatre, donne parfois une impression de trop-plein. Mais on préférera toujours un film un peu trop écrit à ces trop nombreuses comédies françaises au scénario quasi inexistant ».
Thierry Chèze, pour Première, déclare que le film a « la légèreté des compositions de Peter von Poehl, l’auteur de sa BO, et encapsule au fil de cette traversée de la France nombre des maux minant notre quotidien mais sans perdre le cap de cette légèreté offrant un parfait équilibre entre éclats de rire et moments d’émotion sincère ». Jean-Baptiste Morain, des Inrockuptibles, considère que « Didier Barcelo signe en guise de premier film un road-movie charmant, porté par un duo de talent ». Sur ce dernier point, notamment, il est rejoint dans son analyse par Florent Boutet des Fiches du cinéma qui estime que « le couple Foïs/Voisin porte, parfois avec humour, un film entre deux eaux qui manque toutefois de finesse ».
Dans Libération, Sandra Onana déplore « les artifices du scénario (qui) recombine des ingrédients prémâchés, paramétrant les névroses et distribuant symétriquement les failles des personnages ». Pour Olivier De Bruyn du quotidien Les Échos, En roue libre « est un road-movie délirant à la qualité inégale. À condition d'oublier les nombreuses facilités d'écriture du film ».

### Box-office
Pour son premier jour d'exploitation en France, le film réalise 4 033 entrées, dont 171 en avant-première, pour 171 copies. Le film se classe 5e du box-office des nouveautés derrière le drame policier sud-coréen Decision to Leave (13 738) et devant le thriller dramatique Entre la vie et la mort (2 977). Au bout d'une première semaine d'exploitation, En roue libre réalise 36 624 entrées.

## Distinction

### Sélection
- Brussels International Film Festival 2022 : section « Discovery » - The French (R)Evolution[5]

### Documentation
- Dossier de presse En roue libre